# Affalterried
Affalterried ist ein zum Aalener Stadtbezirk Wasseralfingen gehörender Ort im Ostalbkreis in Baden-Württemberg.

## Beschreibung
Der Weiler steht etwa 2,5 Kilometer westlich des Siedlungskerns von Wasseralfingen und drei Kilometer nordwestlich des Aalener Stadtkerns auf der linken Randhöhe des Kocherstals und nahe an einer Ausfahrt der B 29. Dort entspringt der Kocher-Zufluss Onatsbach.

## Geschichte
Affalter bedeutet so viel wie Apfelbaum, Ried ist ein anderes Wort für mooriges oder sumpfiges Gebiet.
Der Ort wurde das erste Mal um das Jahr 1385 erwähnt, als er mit einigen anderen Orten von der Herrschaft Alfingen durch Heirat an die Herren von Woellwarth gelangte. Er gehörte bis 1934 zur Gemeinde Fachsenfeld.